# The Return (Sampa the Great)
The Return è l'album di debutto della cantautrice australiana Sampa the Great, pubblicato il 13 settembre 2019.

## Riconoscimenti
Ai J Awards del 2019 l'album è stato candidato come Album australiano dell'anno. Nel febbraio 2020 l'album ha vinto l'Australian Music Prize 2019 e, così facendo, Sampa the Great è diventata la prima musicista a vincere il premio due volte.
Agli AIR Awards del 2020 l'album ha vinto il premio come miglior album o EP hip hop indipendente. Agli ARIA Music Awards dello stesso anno ha ricevuto quattro candidature, tra cui quella per l'album dell'anno. Sampa the Great ha vinto il premio come miglior artista femminile, miglior disco indipendente e miglior disco hip hop per The Return. Ai Music Victoria Awards del 2020 l'album ha vinto come miglior album soul, funk, R&B e gospel, e ha trionfato come album dell'anno.

## Tracce
1. Mwana (feat. Mwanje Tembo, Theresa Mutale Tembo & Sunburnt Soul Choir) – 4:27
2. Freedom – 4:06
3. Wake Up (Interlude) – 0:54
4. Time's Up (feat. Krown) – 2:33
5. Grass Is Greener – 3:32
6. Dare to Fly (feat. Ecca Vandal) – 4:23
7. Any Day (feat. Whosane) – 4:17
8. OMG – 2:34
9. Light It Up (Interlude) – 2:15
10. Final Form – 3:36
11. Heaven (feat. Whosane) – 2:55
12. Diamond in the Ruff (feat. Thando & Krown) – 4:54
13. Leading Us Home – 4:05
14. Summer (feat. Steam Down) – 4:24
15. Brand New (feat. Silentjay) – 3:48
16. Give Love (Interlude) – 2:21
17. The Return (feat. Thando, Jace XL, Alien & Whosane) – 9:17
18. Don't Give Up (feat. Mandarin Dreams) – 7:04
19. Made Us Better (feat. Blue Lab Beats, Boadi & Lori) – 6:20

## Classifiche
| Classifica (2019) | Posizione massima |
| ----------------- | ----------------- |
| Australia         | 12                |